# 中菅谷站
中菅谷站（日语：／ Naka-Sugaya eki */?）是位於茨城縣那珂市菅谷4300番2號，東日本旅客鐵道（JR東日本）的水郡線車站。

## 歷史
- 1935年（昭和10年）9月1日：國有鐵道旅客車站啟用[1]。
- 1941年（昭和16年）8月10日：車站暫停營業。
- 1954年（昭和29年）5月1日：車站重開。
- 1987年（昭和62年）4月1日：伴隨國鐵分割民營化，車站由東日本旅客鐵道（JR東日本）營運。
- 2001年（平成13年）5月8日：設置簡易型自動售票機[2]。

## 車站構造
此站是地面車站，設有1面1線的單式月台。
此站是由上菅谷站管理的無人車站。此站設有自動售票機。在候車室內設有簡易電子顯示牌，從電子牌可得知列車運行狀況。
在售票機設置當初可購買東京山手線內至水戶站之間的自由席特急票，現時已經停止發售上述車票，這是由於上述車票在投進下車站自動閘機時經常發生問題。

## 車站周邊
- 那珂菅谷郵局
- 常陽銀行（日语：常陽銀行）菅谷分店
- 那珂市立菅谷小學
- 那珂市立第四中學（日语：那珂市立第四中学校）
- 綜合福祉中心「向陽」

## 相鄰車站
東日本旅客鐵道（JR東日本）
■水郡線
下菅谷－中菅谷－上菅谷

## 注腳
1. ↑  . dl.ndl.go.jp: 4.   [2019-01-15]. （原始内容存档于2019-01-15） （日语）.
2. ↑  . 交通新聞 (交通新聞社). 2001-05-01: 3 （日语）.

## 外部連結
- 車站資訊（中菅谷）：東日本旅客鐵道（日語）